# Nachtleben
Das Nachtleben, auch aus dem Englischen als Nightlife bezeichnet, umfasst sämtliche Aktivitäten der öffentlich gelebten Freizeitgestaltung und daraus abgeleitete berufliche Aktivitäten in der Zeit zwischen den Abend- und Morgenstunden. Die meisten nächtlichen Freizeitaktivitäten finden in den Nächten vor Wochenendtagen oder Feiertagen statt. Besonders ausgeprägt ist das Nachtleben in den Innenstädten oder in bestimmten Stadtteilen von Großstädten, sogenannten Kneipen- oder Szenevierteln.